# Красногвардейская площадь

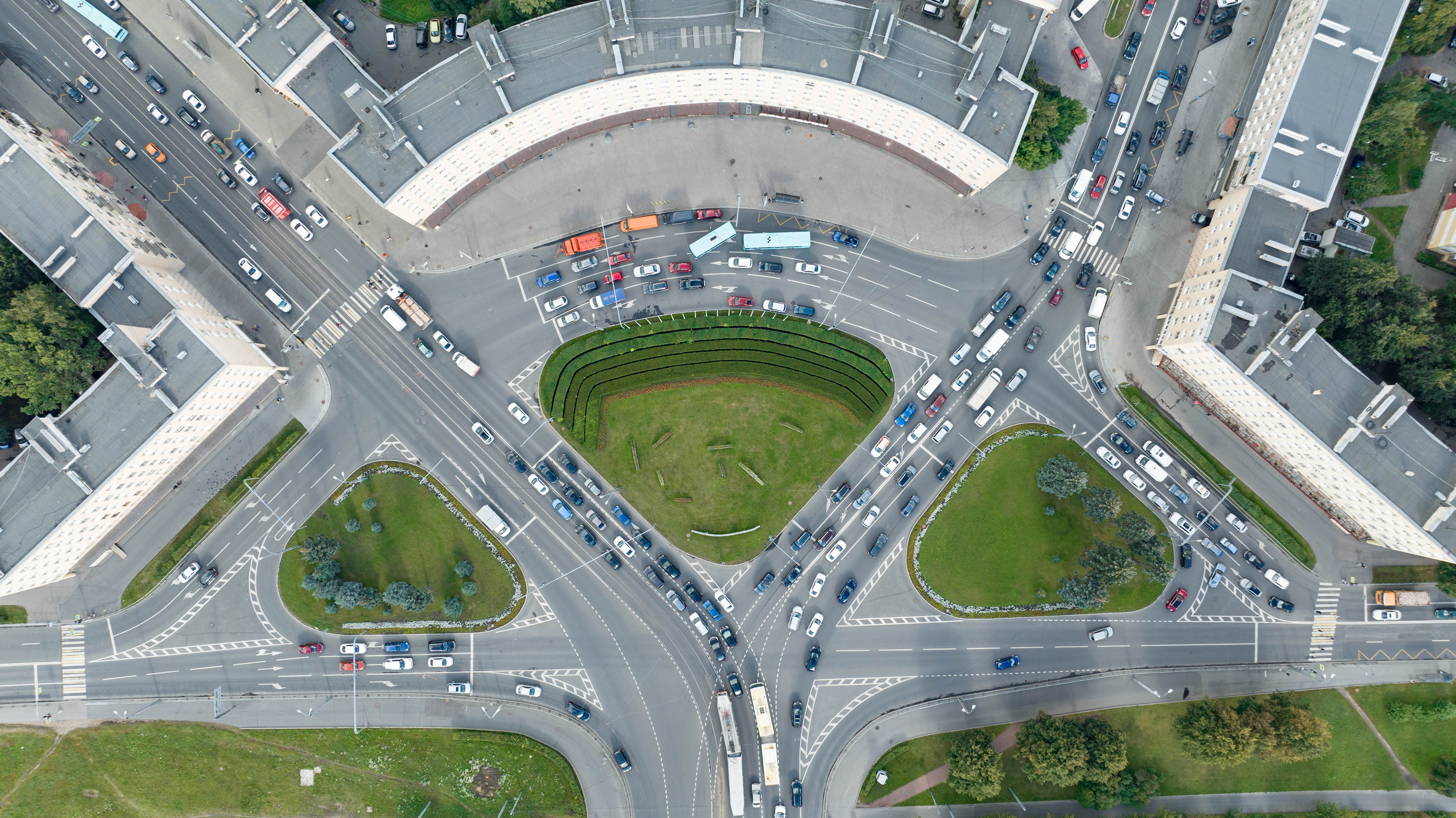
Развязка дорог на площади

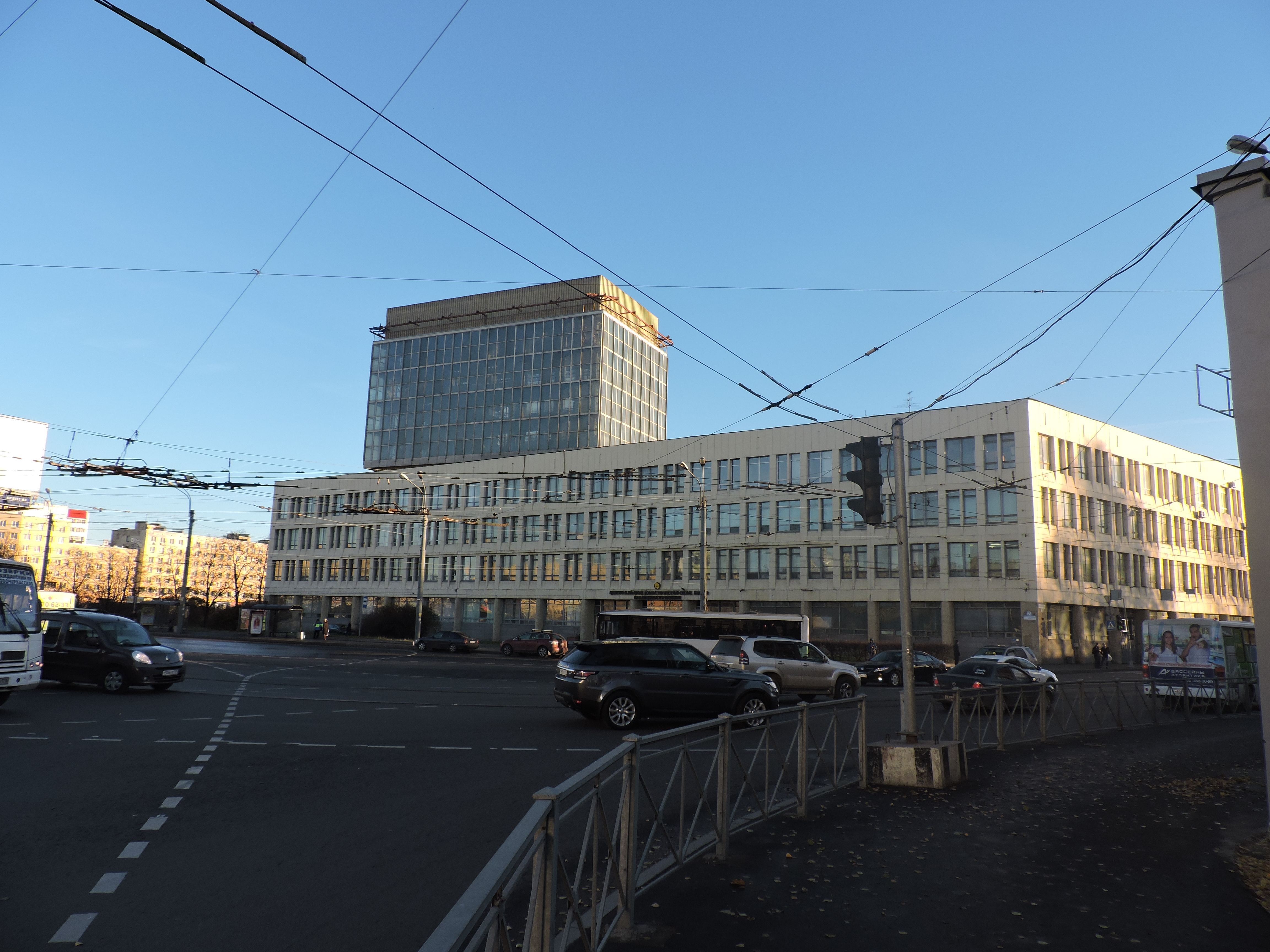
Центральное конструкторское бюро машиностроения

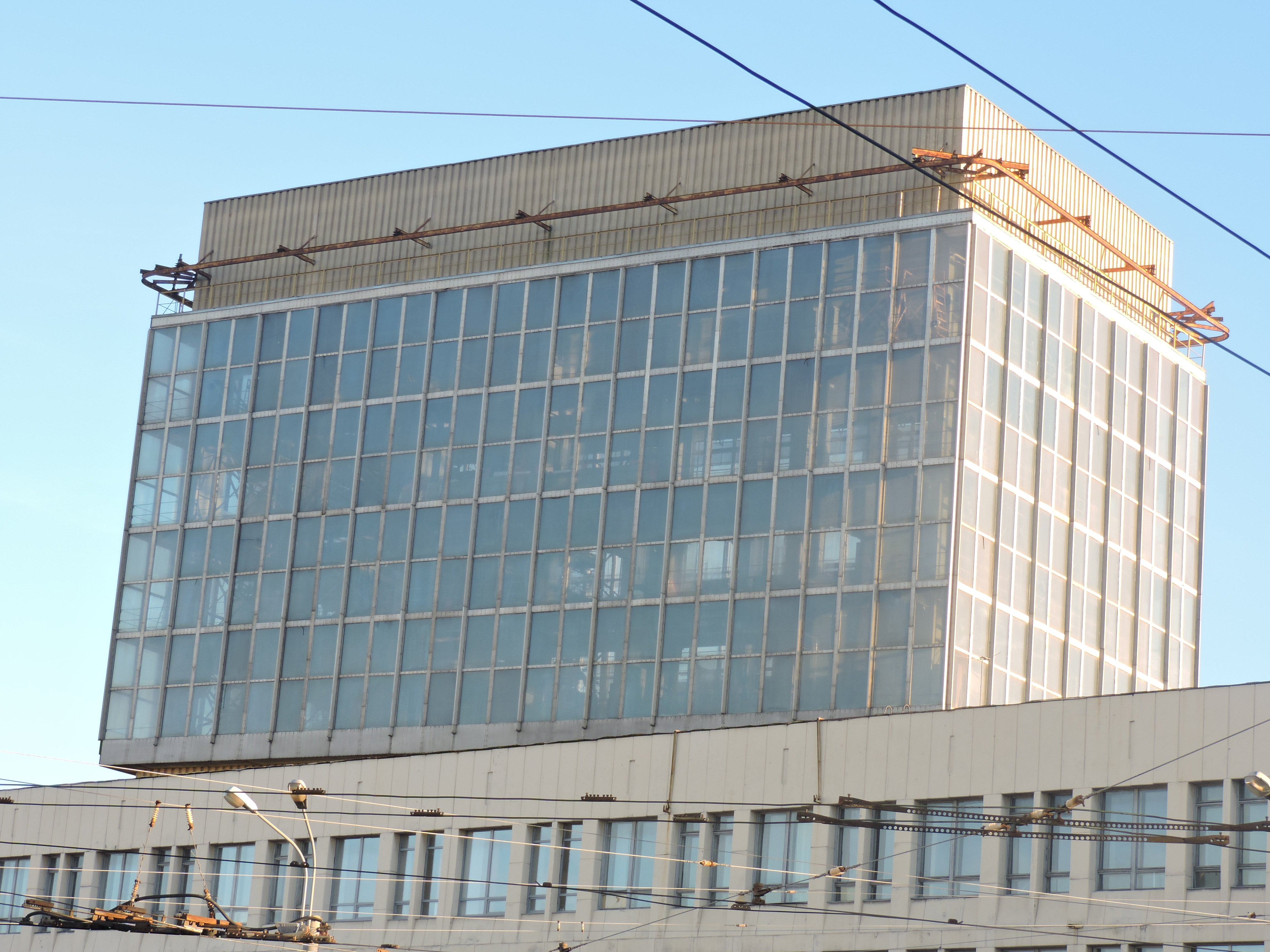
«Охтинский Куб»

Красногварде́йская площадь (с 1983 по 1988 год — площадь Бре́жнева) — площадь в Красногвардейском районе Санкт-Петербурга, находящаяся на пересечении Большеохтинского и Среднеохтинского проспектов, проспекта Шаумяна и Якорной улицы. Площадь разделяет на две части, соединённые Комаровским мостом, река Охта.

## Наименование
Площадь получила своё название Красногвардейская площадь 12 ноября 1962 года. Её имя, как и имена некоторых других топонимов вблизи этого места, связано с тем, что неподалёку располагались казармы Новочеркасского полка, где в феврале 1918 года формировались два первых стрелковых батальона Красной армии. 
14 февраля 1983 года, в ходе кампании по увековечиванию памяти Генерального секретаря ЦК КПСС Л. И. Брежнева, площадь была переименована в площадь Брежнева. 4 апреля 1988 года площади Брежнева вернули прежнее название — Красногвардейская площадь.

## История
Расположена на месте шведского города-крепости Ниеншанц (Ландскроны).
До 1946 года Красногвардейским назывался район Ленинграда, в котором находилось это место. Затем район был переименован в Калининский, а в 1973 году часть Калининского района вновь стала Красногвардейским.
Застройка правобережной части площади осуществлялась в середине 1960-х годов (архитекторы А. К. Барутчев, Ф. А. Гепнер, А. Ш. Тевьян), её ясный по планировочному приему ансамбль образуют три однотипных семиэтажных здания (дома 4—6), среднее из которых изогнуто соответственно криволинейной форме площади. В разрывах между зданиями проходят Якорная улица и Среднеохтинский проспект. В начале 1970-х годов к центральным корпусам примкнули аналогичные по архитектурному решению протяжённые жилые дома, развившие ансамбль в сторону проспекта Шаумяна и Большеохтинского проспекта. Дом № 3, построенный в 1972 году для Центрального конструкторского бюро машиностроения (архитекторы Козырев Б. И., Козулин А. И., Комаров Ю. В), расположен на левобережной части площади. Его венчает остеклённая призматическая башня (за характерный облик местные жители иногда называют её «Телевизор» или совсем экзотично — «Башня Быка»), которая завершает перспективу Среднеохтинского проспекта. Ранее на месте здания располагалась церковь святого Александра Невского 145-го пехотного Новочеркасского полка.
14 февраля 1983 года, в ходе кампании по увековечиванию памяти Генерального секретаря ЦК КПСС Л. И. Брежнева, площадь была переименована в площадь Брежнева, и на ней была поставлена каменная стела. Имя площади было перенесено на Новочеркасский проспект — он стал называться Красногвардейским. В это же время к площади была присоединёна территория на левом берегу реки Охты, за Комаровским мостом, ранее относившаяся к Якорной улице.
20 мая 2021 года части Красногвардейской площади — от Малоохтинской набережной до Новочеркасского проспекта — присвоили самостоятельное название Комаровский проезд.

## Достопримечательности

### Комаровский мост
Комаровский мост через реку Охту построен в 1960 году по проекту архитектора Л.А. Носкова и инженеров Б.Б. Левина, В.В. Зайцева. Однопролетный железобетонный мост рамной конструкции. Длина моста 72,7 м, ширина 47 м.

### Жилой дом (Красногвардейская площадь, дом 4,Среднеохтинский проспект, дом 2)
Жилой дом семиэтажный построен в 1962-1967 годах по проекту архитекторов А.К. Барутчева, Ф.А. Гепнера, А.Ш. Тевьяна.

### Жилой дом (Красногвардейская площадь, дом 6, Среднеохтинский проспект, дом 1,Якорная улица, дом 2)
Жилой дом семиэтажный построен в 1962 году по проекту архитекторов А.К. Барутчева, Ф.А. Гепнера, А.Ш. Тевьяна. Здание изогнуто по контуру площади.
На первом этаже размещается универмаг «Дом обуви».

### Жилой дом (Красногвардейская площадь, дом 5, Якорная улица, дом 1)
Жилой дом семиэтажный построен в 1962-1967 годах по проекту архитекторов А.К. Барутчева, Ф.А. Гепнера, А.Ш. Тевьяна. В первом этаже здания по проспекту Шаумяна размещен крупный универмаг «Спорт».

## Транспорт
До площади можно доехать на троллейбусах № 1, 7, 16, 33, трамваях № 10, 23 и автобусах № 5, 15, 21, 22, 105, 132, 136, 174, 181, 222.